# فرودگاه نیروی هوایی سلطنتی ودینگتون
فرودگاه نیروی هوایی سلطنتی ودینگتون (به انگلیسی: RAF Waddington) یک فرودگاه نظامی با کد یاتا WTN است . این فرودگاه در کشور انگلستان قرار دارد و در ارتفاع ۷۰ متری از سطح دریا واقع شده است.